# Матс Траат
Матс Траат (ест. Mats Traat; 23 листопада 1936, Арула, Отепяе — 28 червня 2022) — радянський і естонський письменник, поет, сценарист, редактор та перекладач. Заслужений письменник Естонської РСР (1977). Кавалер Ордена Білої зірки 4-го ступеня (2001).

## Біографічні відомості
Народився у селянській родині на невеликому хуторі. Працював у сільському господарстві, на тракторних станціях.
В 1957 закінчив технікум сільськогосподарського машинобудування, в 1964 — Літературний інститут імені Горького у Москві.
У 1965-1968 pp. працював редактором студії «Таллінфільм».
У 1969 році закінчив Вищі курси сценаристів і режисерів.
З 1970 року повністю присвятив себе літературній творчості.
Займався перекладом на естонську польської, чеської та македонської поезії.
Помер 28 червня 2022 року на 86-му році життя.

## Твори
Повісті
- «Rippsild» (1980),
- «Karukell, kurvameelsuse rohi» (1982)
- «Üksi rändan» (1985)
- «Minge üles mägedele» (том I, 1987)
- «Тугой узел» (1989)
- «Сила любви» (1989)
- «Hirm ja iha» (1993)
- «Minge üles mägedele» (том II, 1994)

Збірники поезії, романи, оповідання, п'єси («Päike näkku» (1981) та ін.

## Фільмографія
Редактор:
- 1967 — Tütarlaps mustas
- 1968 — Viini postmark

Сценарії:
- 1973 — Джерело у лісі / Ukuaru
- 1984 — Puud olid, puud olid hellad velled
- 1987 — «Танці навколо парового котла» / Tants aurukatla ümbe
- 1990 — Осінь / Sügis

Актор:
- 1973 — Школа пана Мауруса / Indrek — епізод

## Нагороди
- Премія Радянської Естонії (1972)
- Заслужений письменник Естонської РСР (1977)
- Лауреат Літературної премії Естонської РСР імені Юхана Смуула (1977)
- Орден Білої зірки 4-го ступеня (2001)